# David Hunt (Politiker)

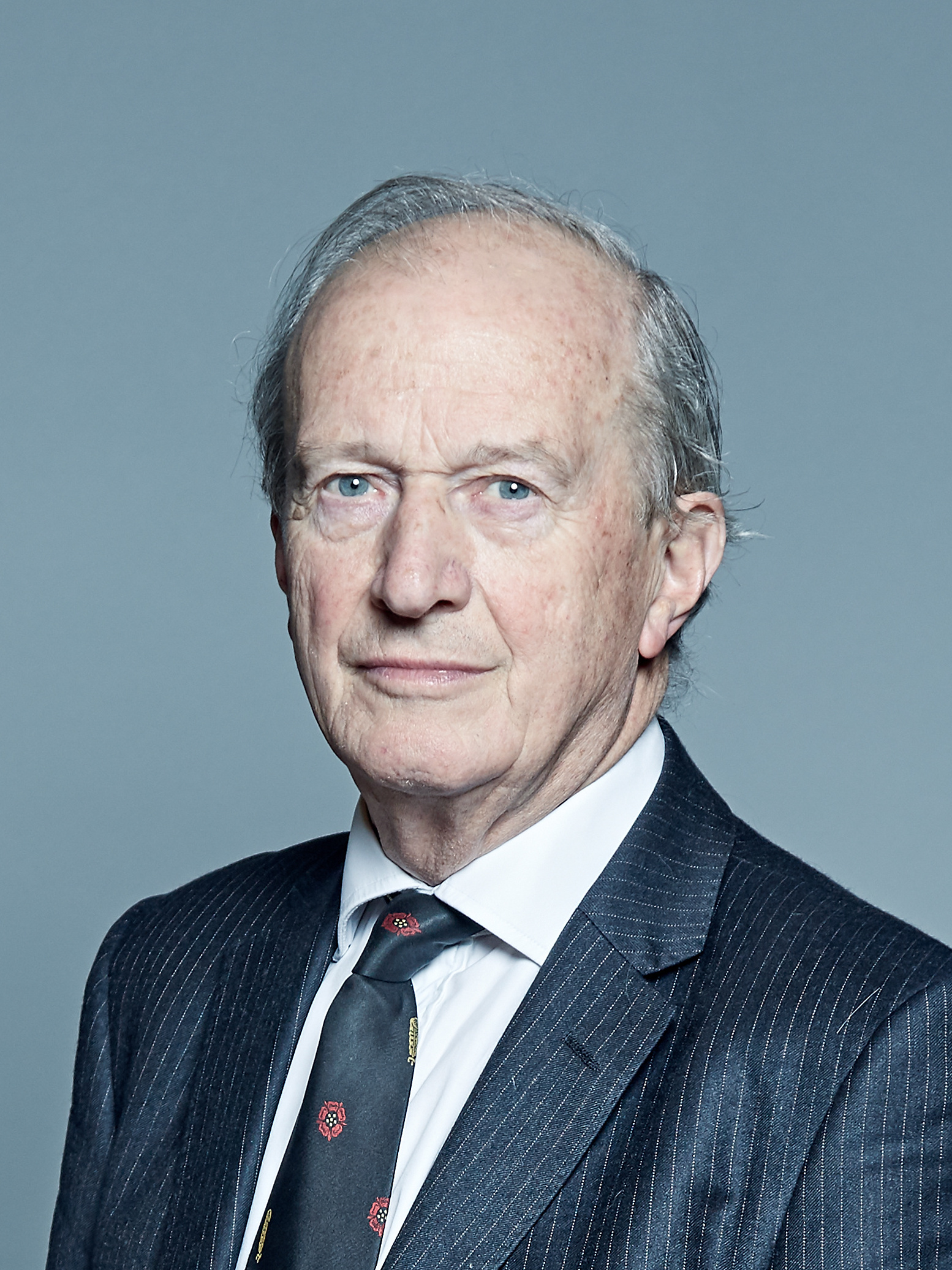
David Hunt (2017)

David James Fletcher Hunt, Baron Hunt of Wirral, PC, MBE (* 21. Mai 1942) ist ein britischer Politiker der Conservative Party, der während der Amtszeit von Premierminister John Major sowohl Minister für Wales als auch Minister für Beschäftigung und Chancellor of the Duchy of Lancaster war.

## Leben

### Studium, Engagement in Jugendorganisationen und Unterhausabgeordneter
Nach dem Besuch des Liverpool College studierte Hunt Rechtswissenschaften an der University of Bristol und begann nach Abschluss des Studiums und der anwaltlichen Zulassung 1968 als Rechtsanwalt tätig sowie als Solicitor und Partner von Beachcroft LLP, einer international tätigen Anwaltskanzlei für Handelsrecht.
Während seiner Studienzeit war er unter anderem 1970 Präsident der Konservativen Vereinigung der Universität Bristol sowie danach zwischen 1972 und 1973 Vorsitzender der National Young Conservatives, des Jugendverbandes der Conservative Party und von 1974 bis 1976 Vizepräsident der Europäischen Konservativen und Christdemokratischen Jugendgemeinschaft, des Dachverbandes der Jugendverbände europäischer konservativer und christdemokratischer Partei und Vorläuferorganisation der Youth of the European People’s Party (YEPP). Daneben engagierte er sich auch von 1971 bis 1974 als Vorsitzender des British Youth Council und war zugleich von 1972 bis 1976 Mitglied des Wirtschaftsplanungsrates für die Region South West England sowie zwischen 1972 und 1975 Mitglied der Beratungskommission der Regierung für die Veranstaltung von Popfestivals sowie Gouverneur der in Straßburg ansässigen European Youth Foundation.
Nachdem er bei den 1970 sowie im Februar und Oktober 1974 vergeblich in den Wahlkreisen Bristol South sowie Kingswood vergeblich um ein Mandat im House of Commons bemüht hatte, wurde er bei einer Nachwahl (By-election) am 11. März 1976 als Kandidat der Conservative Party erstmals zum Unterhausabgeordneten gewählt und vertrat dort zunächst den Wahlkreis Wirral sowie nach der Unterhauswahl vom 9. Juni 1983 bis zum 1. Mai 1997 den Wahlkreis Wirral West.
Während seiner langjährigen Parlamentszugehörigkeit war er zunächst Sprecher der oppositionellen Tory-Fraktion für Schifffahrt und Schiffbau, ehe er anschließend Parlamentarischer Privatsekretär von John Nott, der von 1979 bis 1981 zunächst Handelsminister und dann 1981 Verteidigungsminister war. Im Anschluss war er Hunt erst stellvertretender Whip und dann von 1983 bis 1984 Whip der konservativen Regierungsfraktion. Zwischen 1978 und 1980 war er daneben Präsident des British Youth Council sowie zwischen 1983 und 1984 war er zudem stellvertretender Vorsitzender der Conservative Party. Außerdem war er zwischen 1979 und 1981 Vorsitzender der Britisch-Atlantischen Gruppe junger Politiker und danach von 1981 bis 1983 Präsident der Atlantischen Vereinigung junger politischer Führer.

### Aufstieg zum Minister
1984 übernahm er sein erstes Regierungsamt als „Juniorminister“ mit der Ernennung zum Parlamentarischen Unterstaatssekretär im Energieministerium und war dann zwischen 1987 und 1989 stellvertretender Parlamentarischer Hauptgeschäftsführer der Regierungsfraktion (Deputy Chief Whip) mit dem Titel eines Treasurer of Her Majesty’s Household. Im Anschluss wurde er Minister für Kommunalverwaltung und Innenstädte.
Nach dem Amtsantritt von Premierminister Major als Nachfolger Margaret Thatchers wurde er im Mai 1990 Minister für Wales (Secretary of State for Wales) und danach im Rahmen einer Regierungsumbildung im Juli 1993 Nachfolger von Gillian Shephard als Beschäftigungsminister (Secretary of State for Employment). Nach einer weiteren Kabinettsumbildung war Hunt zwischen Juli 1994 und Juni 1995 Kanzler des Herzogtums Lancaster (Chancellor of the Duchy of Lancaster) sowie zugleich Minister für den öffentlichen Dienst und Wissenschaften. Zuletzt war er zwischen Juni und Juli 1995 noch einmal Minister für Wales im Kabinett Major. Nachdem er zugleich von 1991 bis 1997 Vorsitzender der Tory Reform Group war, ist er seit 1997 Patron dieser parlamentarischen Vereinigung seiner Partei.

### Mitglied des Oberhauses
Nach seinem Ausscheiden aus dem Unterhaus wurde er 1997 als Life Peer mit dem Titel eines Baron Hunt of Wirral, of Wirral in the County of Merseyside, in den Adelsstand erhoben und gehört seitdem als Mitglied dem House of Lords an.
In den folgenden Jahren engagierte er sich insbesondere in der English-Speaking Union (ESU), einer gemeinnützigen Organisation zur Förderung der englischen Sprache. Dort wurde er 1998 zunächst Gouverneur und war dann zwischen 2000 und 2005 stellvertretender Vorsitzender, ehe er von 2005 bis 2011 Vorsitzender und zugleich zwischen 2008 und 2011 Vorsitzender des Internationalen Verbandes der ESU. Des Weiteren war zwischen 2004 und 2008 Vorsitzender beziehungsweise Präsident des Beirats für professionelle Standards des Chartered Insurance Institute (CII), dem Berufsverband der britischen Versicherungswirtschaft, und war ab 2011 Vorsitzender der 2014 aufgelösten Kommission für Pressebeschwerden (Press Complaints Commission). Darüber hinaus engagiert er sich als Vizepräsident des Holocaust Educational Trust und stellvertretender Präsident der Königlichen Gesellschaft zur Vermeidung von Unfällen (Royal Society for the Prevention of Accidents).
Im Oberhaus war er von 2008 bis 2010 Oppositionssprecher für Wirtschaft, Unternehmen und die Reform von Regularien und war zugleich zwischen Januar 2009 und Mai 2010 Mitglied des Schattenkabinetts der Conservative Party und dort „Schattenminister für Wirtschaft, Unternehmen und die Reform von Regularien“.